# Sika Osei
Sassy Sika Osei (nacida en 1985) es una actriz y productora ghanesa. Ha logrado reconocimiento en su país especialmente como conductora de populares programas de televisión y diversos certámenes. En 2018 logró una nominación a los Premios de la Academia del Cine Africano en la categoría de mejor actriz protagónica por su participación en la película de comedia Sidechic Gang, donde compartió nominación con otras destacadas actrices como Nana Ama McBrown, Lydia Forson, Tunde Aladese y Joselyn Dumas.

## Filmografía

### Como productora
- Guilty
- 3NA

### Como actriz
- Grey Dawn
- 3 Nights Ago
- Joseph
- In Line
- Hustle
- The Counselor
- Sidechic Gang